# Judith Kerr
Anna Judith Gertrud Helene Kerr (Berlino, 14 giugno 1923 – Barnes, 22 maggio 2019) è stata una scrittrice, illustratrice e sceneggiatrice tedesca naturalizzata britannica i cui libri hanno venduto più di 10 milioni di copie in tutto il mondo. Ha creato sia libri illustrati duraturi come la serie Mog e The Tiger Who Came to Tea sia romanzi acclamati per bambini più grandi come il semi-autobiografico When Hitler Stole Pink Rabbit, che ha dato una visione infantile della fuga dalla persecuzione di Hitler nella seconda guerra mondiale. Nata nella Repubblica di Weimar, arrivò in Gran Bretagna con la sua famiglia nel 1935 per sfuggire alla persecuzione durante l'ascesa dei nazisti.

## Biografia
Nacque a Berlino, in Germania,  figlia di Alfred Kerr (1867-1948), un critico teatrale, e Julia Kerr (nata Weismann; 1898-1965), una compositrice figlia di un politico prussiano. Judith Kerr aveva un fratello, Michael. I suoi genitori provenivano entrambi da famiglie ebree tedesche. 
All'inizio di marzo del 1933, la famiglia sentì dire che, se i nazisti fossero saliti al potere nelle imminenti elezioni, avevano intenzione di confiscare i loro passaporti e arrestare Alfred Kerr per aver apertamente criticato il partito. La famiglia, con Judith che aveva 11 anni, fuggì dalla Germania per la Svizzera la mattina delle elezioni e in seguito apprese che i nazisti erano venuti a casa loro a Berlino la mattina seguente per arrestarli. I libri di Alfred Kerr furono bruciati dai nazisti poco dopo la sua fuga dalla Germania. La famiglia in seguito si recò in Francia, prima di stabilirsi definitivamente in Gran Bretagna nel 1936, dove Judith Kerr diventò cittadina britannica tre anni dopo e visse per il resto della sua vita.
Divenne nota per i suoi libri per bambini, da lei anche illustrati, come la serie della gatta Mog o La tigre che venne per il tè, e romanzi autobiografici come Quando Hitler rubò il coniglio rosa o La stagione delle bombe, che  narrano la storia dell'ascesa al potere del nazismo nella Germania degli anni trenta dal punto di vista di una bambina.
Durante la seconda guerra mondiale, la Kerr operò per la Croce Rossa, e in seguito divenne sceneggiatrice per la  televisione. Fu durante quest'ultima attività che incontrò suo marito Nigel Kneale, anch'egli sceneggiatore: il matrimonio durò dal 1954 fino alla morte di lui nel 2006. Misero al mondo due figli: un maschio, Matthew Kneale, insigne scrittore che ha vinto il premio “Libro dell'Anno” ai prestigiosi Whitbread Book Awards nel 2000 per il romanzo English Passengers, e una fermmina, Tracy Kneale, che lavora nel cinema occupandosi di effetti speciali (la si menziona soprattutto per i famosi film di Harry Potter). 
Judith Kerr è morta nella sua casa a Barnes, Londra, il 22 maggio 2019 dopo una breve malattia.

## Libri
Kerr è conosciuta per i suoi libri per bambini. Sebbene sognasse di diventare una scrittrice famosa da bambina, ha iniziato a scrivere e disegnare libri solo quando i suoi figli stavano imparando a leggere. Ha scritto libri auto-illustrati, come la serie di 17 libri Mog e The Tiger Who Came to Tea. Il personaggio di Mog era basato su un soriano reale che si sedeva sulle ginocchia di Kerr mentre lei lavorava.
Oltre ai libri per bambini, Kerr ha scritto romanzi per bambini come la trilogia semi-autobiografica Out of the Hitler Time (When Hitler Stole Pink Rabbit, Bombs on Aunt Dainty - originariamente pubblicato come The Other Way Round - e A Small Person Far Away), che raccontano la storia, dal punto di vista di un bambino, dell'ascesa dei nazisti nella Germania degli anni '30 e della vita in Gran Bretagna durante la seconda guerra mondiale e la vita durante gli anni del dopoguerra e la guerra fredda. Ancora una volta sono stati i suoi figli a dare l'occasione a questa scrittura: quando suo figlio aveva otto anni vide il film The Sound of Music (Tutti insieme appassionatamente) e osservò: "Ora sappiamo com'era quando la mamma era una bambina". Kerr voleva che lui sapesse com'era veramente e così scrisse Quando Hitler rubò il coniglio rosa. La storia si basava sul suo rimpianto per aver scelto di portare con sé un peluche per cani quando la sua famiglia era fuggita dalla Germania piuttosto che un amato coniglio rosa.  Il romanzo per giovani adulti ha vinto il Deutscher Jugendliteraturpreis nel 1974. Un adattamento cinematografico di "Quando Hitler rubò il coniglio rosa" è stato presentato in anteprima nel dicembre 2019 in Germania, diretto dalla regista premio Oscar Caroline Link.
Kerr ha detto che dopo la morte del marito, la scrittura è diventata più importante che mai. Ha continuato a scrivere e illustrare libri per bambini: Twinkles, Arthur and Puss è stato pubblicato nel 2008, e One Night in the Zoo nel 2009. The Curse of the School Rabbit ("La maledizione del coniglio della scuola") è stato pubblicato postumo nel 2019.

## Premi e riconoscimenti
- 2012 - Kerr è stata nominata Ufficiale dell'Ordine dell'Impero Britannico (OBE) in occasione del compleanno per i servizi resi alla letteratura per l'infanzia e all'educazione all'Olocausto.[22][23]
- 2013 - Le è stata intitolata la prima scuola statale bilingue della Gran Bretagna in inglese e tedesco, la Judith Kerr Primary School di Herne Hill, a sud di Londra.[24][25]
- 2019 -  In maggio, una settimana prima della sua morte, è stata nominata illustratrice dell'anno ai British Book Awards. Un archivio delle sue illustrazioni è conservato presso il centro Seven Stories di Newcastle upon Tyne.[14]

## Opere scelte
- La tigre che venne a prendere il tè (HarperCollins, 1968).[26][27]
- La serie Mog, tra cui:[28]
  - Mog il gatto smemorato (1970)
  - Il Natale di Mog (1976)
  - Addio, Mog (2002)
  - La calamità natalizia di Mog (2015)
- La trilogia "Out of the Hitler Time":
  - Quando Hitler rubò il coniglio rosa (1971)
  - Bombe su zia Dainty (originariamente pubblicato come The Other Way Round) (1975)
  - Una piccola persona lontana (1978)